# Adolf Erman
Johann Peter Adolf Erman (ur. 31 października 1854 w Berlinie, zm. 26 czerwca 1937 tamże) – niemiecki egiptolog i leksykograf, dyrektor Muzeum Egipskiego w Berlinie. W swych pracach dał podwaliny metodyczno-krytycznego badania języka egipskiego - jego struktury i etapów rozwoju. Kierował pracami nad wielkim słownikiem egipskim Worterbuch der aegyptischen Sprache. Jest uważany za twórcę "niemieckiej szkoły egiptologicznej". W 1918 odznaczony został Pour le Mérite za Naukę i Sztukę

## Dzieła
- Life in Ancient Egypt, translated by H. M. Tirard (London, 1894), (the original Agypten und agyptisches Leben in, Altertum, 2 vols., was published in 1885 at Tubingen
- Neuägyptische Grammatik (1880)
- Sprache des Papyrus Westcar, 1889
- Zeitschrift d. Deutsch. Morgeni. Gesellschaft, 1892
- Agyptische Grammatik, 2nd ed., 1902
- Die Flexion des ägyptischen Verbums in the Sitzungsberichte
- Die aegyptische Religion (Berlin, 1905);
- Das Verhältnis d. ägyptischen zu d. semitischen Sprachen (Zeitschrift d. deutschen morgenl. Gesellschaft, 1892); Zimmern, Vergi. Gram., 1898;
- Erman, Flexion d. Aegyptischen Verbums (Sitzungsberichte d. Ben. Akad., 1900).